# William Pett
William James "Billy" Pett (ur. 25 sierpnia 1873 w Derby, zm. 27 grudnia 1954 w Ewell) – brytyjski kolarz torowy i szosowy, złoty medalista olimpijski oraz srebrny medalista torowych mistrzostw świata.

## Kariera
Pierwszy sukces w karierze William Pett osiągnął w 1904 roku, kiedy zdobył srebrny medal w wyścigu ze startu zatrzymanego amatorów podczas torowych mistrzostw świata w Londynie. W zawodach tych wyprzedził go jedynie jego rodak Leon Meredith, a trzecie miejsce zajął kolejny Brytyjczyk - George Olley. Na rozgrywanej dwa lata później letniej olimpiadzie w Atenach zdobył złoty medal w wyścigu na 20 km. Wystartował również w szosowym wyścigu ze startu wspólnego, ale nie zdołał ukończyć rywalizacji. W 1908 roku wziął udział w igrzyskach olimpijskich w Londynie, gdzie w wyścigu na 100 km zajął czwartą pozycję, w walce o brązowy medal lepszy okazał się Francuz Octave Lapize. Ponadto trzykrotnie zdobywał złote medale mistrzostw Wielkiej Brytanii w wyścigu na 50 mil, a w 1908 roku ustanowił rekord kraju w jeździe na czas. Rekord tren przetrwał 20 lat, kiedy to poprawił go Frank Southall. 